# Z mojih bregov
Z mojih bregov naziv je zbirke poezije Frana Galovića. Pisana na kajkavskom narječju hrvatskog jezika, iako nedovršena, jedna je od najvažnijih dijela hrvatske književnosti 20. stoljeća.

## Analiza i sadržaj dijela
Galovićevo kajkavsko pjesništvo naizgled se doima kao zavičajna pejzažna slikovnica i kronika seljačkog života, iskazana u ciklusima Pramalet, Leto, Jesen i Zima. Uz sliku pejzaža Galovićeva kajkavska lirika donosi i atmosferu idiličnog života na izdisaju.
Međutim, sve je to samo prividno zavičajna slikovnica i kronika, jer je to pjesništvo prije svega i iznad svega osobna pjesnikova vizija svijeta i života, vizija koju definiraju Galovićevi temeljni, unutarnji motivi i stanja, a to su spoznaja o prolaznosti, rezignacija, samoća, bol, nedostižnost ljepote, slutnja o trajnome odlasku, i konačno smrt. Galoviću je, naime, sav taj vanjski svijet njegova zavičaja bio samo polazište za dramu njegova bića koje su razdirale crne i kobne slutnje kraja.
Zavičaj, Podravina, rodni Peteranec, vinograd na brdu Širovice zaklon je Galoviću od sumnji i nepovjerenja, izgubljenih iluzija, izgubljenih nada u bilo kakav materijalni i duhovni napredak novoga svijeta i društva, koji se pod njegovim višestrukim, moralnim, estetskim i psihičkim rasapom, našao i pred svojim osobnim unutarnjim rasulom, pod vlastitim egzistencijalnim nemirom, porazom i osjećajem ugroženosti.)
U pjesmi Višnje Galović radosno iskazuje povratak u zavičaj stihom Došel sem, došel nazaj..., da bi u pjesmi Kostanj dobio svoju protutežu u stihovima najosobnije pjesnikove drame, u sumornoj, gorkoj i tagičnoj spoznaji:
Ja nazaj već ne mrem, da bi baš i štel,

Drugi me je život odnesel i zel.

Po Joži Skoku u ovim se stihovima krije ključ za razumijevanje Galovićeve kajkavske lirike. Tu se zavičaj otvara kao mjesto spoznaje i iskaza pjesnikove sudbine, te kao pobude njegovoj lirskoj ispovijedi. Dramska tenzija između povratka i spoznaje da trajni povratak ipak nije moguć okvir je Galovićeva ciklusa koji već naslovom Z mojih bregov upućuje na zavičajnu intimističku projekciju, koja otkriva svu slojevitost djela, koja je suglasna s europskom i nacionalnom lirikom toga doba.
U ovim kajkavskim pjesmama javljaju se motivi svojstveni moderni i nadolazećem modernizmu, te egzistecijalizmu: samotništvo, osamljenost, prolaznost, slutnji smrti, nemogućnosti trajna povratka, strah, tjeskoba.
Nečega se navek ja bojim

Al čega, ne znam, ne mrem zagoniti;

V mraku samo čakam i stojim…

Spoznaja o prolaznosti i spoznaja o zadanosti sudbine i nemoći njezine izmjene, strah kao temeljna koordinata postojanja, skepsa modernog čovjeka, potencirana fatalnost i rezignacija – trajna su pjesnikova opsesija.
Spoznaja o ograničenosti i omeđenosti osobnog, ali i šireg ljudskog napora da se beskonačnost dosegne i preko nje ostvari harmonija fizičkog i metafizičkog izražena je u kontrastu ništ i vse! u pjesmi Pred veče.
Nevelika Galovićeva kajkavska zbirka, čak pjesnički torzo, ugradila se u temelje obnovljene, moderne hrvatske kajkavske lirike kao njezin svjež i snažan početni akord, uz Krležine Balade njezino najcjelovitije individualno poglavlje. Kao sastavni dio lirike moderne, uspjela je sintetizirati mnoge odrednice toga pjesništva na jeziku koji se pokazao životnim i funkcionalnim na svim planovima svoje egzistencije.